# Новачево
Новачево (болг. Новачево) — село в Болгарии. Находится в Сливенской области, входит в общину Сливен. Население составляет 939 человек.

## Политическая ситуация
В местном кметстве Новачево, в состав которого входит Новачево, должность кмета (старосты) исполняет Ашкын  Мустафов Исмаилов (коалиция в составе 3 партий: Демократическая партия Болгарии (ДП), Движение за права и свободы (ДПС), ДВИЖЕНИЕ ЗА ПРАВА И СВОБОДИ) по результатам выборов правления кметства.
Кмет (мэр) общины Сливен — Йордан Лечков Янков (Граждане за европейское развитие Болгарии (ГЕРБ)) по результатам выборов в правление общины.